# R-60 (missile)
Il Molniya R-60 o K-60, noto come AA-8 Aphid (designazione NATO) in occidente, è un missile aria-aria (in inglese: AAM - Air to Air Missile) di fabbricazione sovietica.

## Storia
Lo R-60 fu sviluppato per il MiG-23 verso la fine degli anni sessanta con la designazione di K-60 (designazione comune per i prototipi di missile, o izdelie 62). La produzione di serie cominciò nel 1973 e la NATO gli assegnò il nome in codice di Aphid-A.
Lo R-60 è uno dei più piccoli e leggeri missili aria-aria, con un peso al lancio di 44 kg. Nell'ogiva è installata una testa cercante ad infrarossi Komar (moscerino), senza sistema di raffreddamento. Il controllo aerodinamico avviene per mezzo di superfici (elevatori) montate appena dopo la sezione di testa e le alette canard chiamate destabilizzatrici, le quali servono a migliorare l'efficienza degli elevatori ad alti angoli d'attacco.
Il missile usa una piccola testata (3 kg) altamente esplosiva circondata da tondini metallici che vengono proiettati verso il bersaglio dalla detonazione. Possono essere installate due diverse spolette di prossimità, la più usata e la Striž (rondone), ottica, che può essere rimpiazzata dalla Kolibri (colibrì) radar attiva. I missili equipaggiati con il secondo sistema sono designati R-60K.
Secondo fonti russe, il raggio d'azione pratico è di circa 4 000 m, mentre il raggio d'azione stimato ad alta quota è di 8 000 m. L'arma è sufficientemente agile e può essere lanciata da vettori che manovrano fino a 7 g contro bersagli che manovrano fino ad 8 g. Un vantaggio, nel combattimento ravvicinato, è che il raggio d'azione minimo è di soli 300 m, mentre la sua principale limitazione risiede nella piccola carica esplosiva.
Era norma, per i sovietici, approntare due versioni di un missile aria-aria, una con una testa cercante ad infrarossi ed una con guida radar semi-attiva. Le dimensioni assai limitate dell'Aphid impediscono tuttavia l'adozione della seconda perché l'apertura dell'antenna radar sarebbe del tutto insufficiente.
Esiste una versione inerte per l'addestramento, designata come UZ-62 oppure UZR-60
Intorno al 1982 fu introdotta una versione migliorata che adottava una testa cercante raffreddata con azoto e con un angolo di visuale di ±20° denominata R-60M (Aphid-B). Seppure il nuovo sistema di ricerca era più sensibile del precedente, lo R-60M aveva solo limitate capacità di acquisire bersagli che provenivano da ogni angolazione (capacità detta all-aspect). Il distanza minima di aggancio al bersaglio fu ridotta a 200 m.

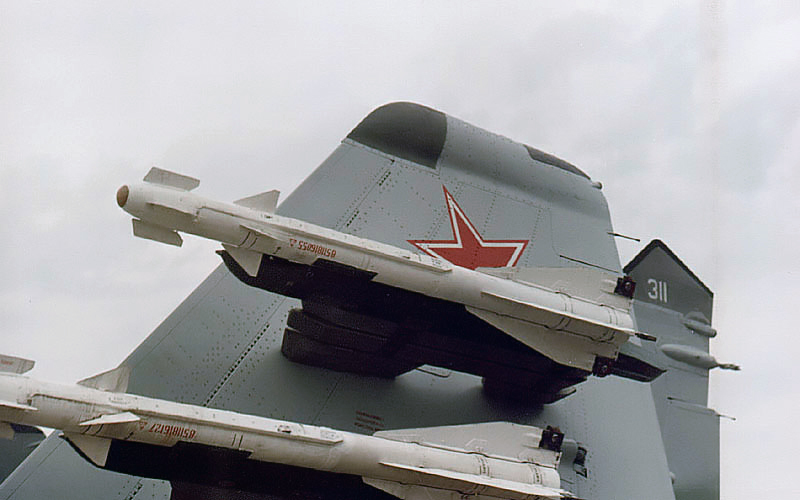
Alcuni R-60 agganciati alle ali ripiegate di un MiG-29K al salone aeronautico MAKS nel 1999

La nuova spoletta di prossimità è più resistente alle contromisure elettroniche (ECM) ed il missile venne sviluppato nelle due versioni, ottica e radar, Kolibri-M, designata R-60KM. Il nuovo missile è più lungo di 42 mm e con una testata più pesante, 3,5 kg, per un peso complessivo al lancio di 45 kg. In alcune versioni la testata sembra essere caricata con 1,6 kg di uranio per aumentarne la penetrazione.
La versione inerte dell'arma è denominata R-60MU.
Dal 1999 una versione modificata dell'arma è stata usata come missile aria-superficie (ASM) come parte del sistema M55A3B1 antiaereo Jugoslavo. È usato anche sui M53/59, carri antiaereo di origine cecoslovacca. In questo caso i missili sono integrati da razzi assistenti al decollo (booster). Modifica analoga a quella fatta per il MIM-72 Chaparral statunitense.
Il Vympel R-60 è uscito di produzione, sostituito dal Vympel R-73 (AA-11 Archer), ma resta ancora in servizio.